# Justinas Marazas
Justinas Marazas (Vievis, 23 de febrero de 2000) es un ex-futbolista lituano que jugaba en la demarcación de centrocampista.

## Selección nacional
Tras jugar con la selección de fútbol sub-19 de Lituania y con la sub-21, finalmente debutó con la selección absoluta el 22 de marzo de 2019. Lo hizo en un partido de clasificación para la Eurocopa 2020 contra Luxemburgo que finalizó con un resultado de 2-1 a favor del combinado luxemburgués tras los goles de Leandro Barreiro y Gerson Rodrigues para Luxemburgo, y de Fedor Černych para Lituania.

## Clubes
| Club                 | País     | Año       | Partidos | Goles |
| -------------------- | -------- | --------- | -------- | ----- |
| FK Riteriai          | Lituania | 2017-2018 | 51       | 8     |
| Wisła Płock (cedido) | Polonia  | 2019      | 6        | 0     |
| FK Riteriai          | Lituania | 2019-2022 | 19       | 1     |